# Cava (spanska viner)

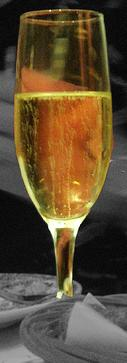
Ett glas cava

Cava är mousserande vin (vitt eller rosé) från olika distrikt i den autonoma spanska regionen Katalonien. Ordet cava kommer från katalanskan och betyder 'källargrotta'. Ordets etymologiska ursprung är dock från latinet.

## Historik

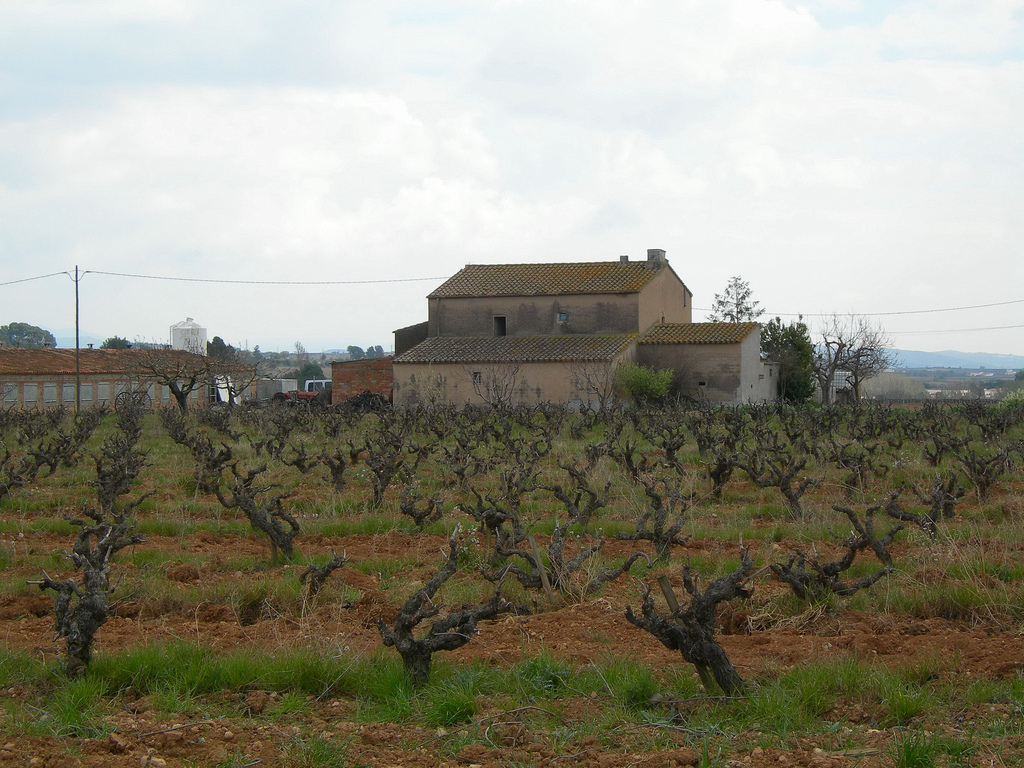
Vinstockar i Penedès

Cavans tillkomst tillskrivs katalanen Josep Raventós år 1872. Penedès-distriktets vingårdar plågades av vinpestens framfart som spreds av phylloxera-lusen. De flesta infekterade vinstockarna var av röda sorter och de blev oftast ersatta av vita. Inspirerad av champagneregionens framgångar beslöt Raventós sig för att skapa ett torrt mousserande vin. Förr var detta vin känt som spansk champagne, champaña och xampany, men detta blev inte längre tillåtet efter EU-lagar om ursprungsskydd infördes.

## Druvor
Cava tillverkas mestadels av druvorna Parellada (ger elegans och mjukhet), Macabeo (ger friskhet och kraft) och Xarel·lo (bidrar med syra, stabilitet och hög alkoholhalt). Övriga tillåtna druvor är Chardonnay samt mindre mängder av Monastrell och Pinot Noir.
Trots att Chardonnay är en av de traditionella champagnedruvorna var den inte särskilt utbredd bland cavatillverkarna fram till 1980-talet.

## Tillverkningsområde och tillsyn

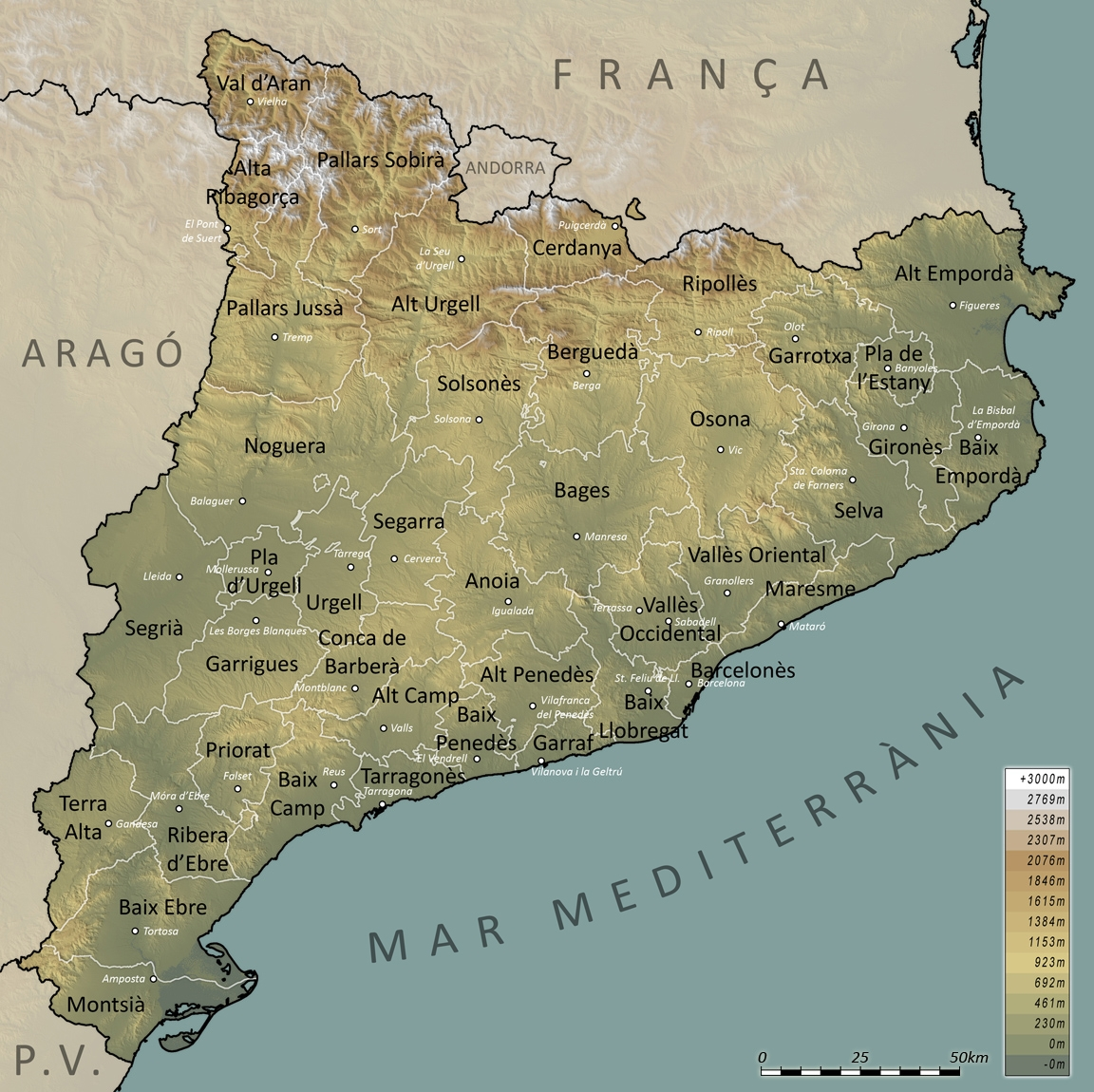
Spaniens cavadistrikt i Katalonien.

Cava är i princip samma typ av dryck som fransk champagne men lyder inte under samma regelverk.  Källargrottorna var och är ideala för cavatillverkningen då de håller en jämn fukt och temperatur över tiden.
Ursprungsskyddet "Denominació d'Origen" (D.O.) är unikt i att det olikt andra vindistrikt inte är begränsat till ett enda geografiskt område. Cavaområdena omfattar knappt 65 000 hektar och inbegriper D.O. Rioja, D.O. Navarra, D.O. Aragón, D.O. Utiel-Requena (Valencia) samt regionen Katalonien. 
Kring 95 procent av all cava produceras i D.O. Penedès i Katalonien, och totalt 75 procent i orten Sant Sadurní d'Anoia som ligger i comarcan Penedès. Samhället räknas av många som cavans huvudstad. Där finns över 200 små cavistes, medan den store tillverkaren heter Codorníu. 
År 2006 importerades enligt Consejo Regulador del Cava  drygt 2 100 000 flaskor cava till Sverige. Consejo Regulador del Cava är en myndighet som kontrollerar att cavaproduktionen följer regelverk och ser till att ursprungsskyddet av cavan som varumärke bevaras och skyddas. Importen till Sverige har mer än fördubblats sedan 1986.
En cavatillverkare kallas cavista och gör ofta cava i sina huskällare under hantverksmässiga former. En liten cavista kan ha 70 000 flaskor i källaren och sälja cirka 10 000 om året, medan de stora tillverkarna, som Codorníu, har miljontals.

### Tillverkningssteg
- Skörd
- Pressning
- Första jäsningen
- Blandning (coupage[2]/barreja)
- Andra jäsning (tiratge[2]/tiraje)
- Rotering och avjäsning (remogut[2]/remoción och desgorj[2])
- Buteljering och etikettering (embotellat/enborchado och etiquetatge[3]/ etiquetado)

### Skörd till blandning
Mindre cavistes köper vin från lokala kooperativ och blandar sedan sorterna efter egna recept. Fram till detta steg följer cavatillverkningen samma process som vanlig vitt vin.

### Andra jäsning
Vid den andra jäsningen (tiraje/tiratge) tillförs lite socker och jäst för att starta processen. Vinet som cavan görs av måste vara lagrat i flaskor som förvarats liggande horisontellt i minst nio månader. En Gran Reserva kan ligga i 2-3 år. Trycket i flaskorna kan komma upp i sju bar.

### Rotering och avsedimentering
Dessa moment i processen kännetecknas av att flaskorna sakta vrids medurs och eleveras till dess att de nästan är riktade med korken rakt nedåt, för att allt sediment (la madre) ska hamna precis vid flaskhalsen. Då detta inträffar fryses halsen ner snabbt i en maskin och man kan lätt ta ut allt fryst sediment utan att cavan går åt; en isplugg av sediment kan dras ut och trycket i flaskan hjälper till. 
Innan det fanns tillgång till kylteknik var detta ett hantverk som få bemästrade för att få drycken helt ren utan att spilla ut för mycket av den rena delen. Rotering och elevationen av flaskorna sker försiktigt under cirka 35 dagar. Små cavistas gör detta moment för hand, medan de stora tillverkarna använder speciella maskiner.
Precis efter att uttagningen av sedimenten är cavan helt ren. Då kan en bestämd mängd socker tillsättas för att inordna vinet i en viss torrhetsklass.

### Buteljering och etikettering
Precis efter urtagningen av sedimentet samt tillsatsen av socker ligger trycket vid buteljering kring tre bar. En cavaflaska igenkännes på dess kork, som ska bära en fyruddig svart stjärna om den är tillverkad enligt traditionell metod.

## Klassning
Det finns olika typer av cava beroende på torrhet och druvblandning. Med inblandning av Pinot Noir-druvan får man en mer rosafärgad cava (rosat), men detta påverkar främst färgen och inte torrhetsgraden. Klassningen sker efter hur mycket socker som tillsätts, det vill säga efter hur torr cavan görs:
- Brut Nature: inga tillsatser av socker. Den torraste cavan.
- Extra Brut: upp till 6 gram socker per liter.
- Brut: 6-12 g/l.
- Extra Sec: 12-17 g/l.
- Sec: 17-32 g/l.
- Semi Sec: 32-50 g/l.
- Dolç: över 50 g/l. Den sötaste som bäst lämpar sig till desserter.

Lagringen av vinet efter andra jäsningen avgör om cavan är ung, Reserva eller Gran Reserva. En ung cavadryck kännetecknas av ljusgulare färgton och större bonyr (bubblighet). Ju äldre cavan lagrats desto mer gyllene blir den, samt med något mindre bubblighet. Smaken sägs även få en ton av äpple och karamell efter lagring.

## Användning
På grund av framställningsprocessen bör cavan inte lagras när den väl är köpt – mellan sex månader och ett år brukar vara maximal lagringstid. Fermenteringen är avbruten och vinet "dör" sakteliga. Därför lämpar sig cava inte att långlagra.
I Spanien är cavan förknippad med familjetraditioner och högtidligheter som exempelvis födelsedagar, invigningar och vid dop. Där kan till och med den nyfödda få sin napp doppad i drycken.
Cava passar till många maträtter. Ju sötare cavan är klassad, desto mer kyld bör den serveras. En Brut Nature-klassad cava kan serveras från rumstemperatur, medan en Semi Sec bör kylas ner. 

## Exempel på cavatillverkare
- Freixenet
- Codorniu
- Torrallardona
- Juvé y Camps
- Cava Llopart
- Cava Cardoner
- Segura Viudas
- Recaredo